# Dragon Quest VI: Realms of Reverie
Dragon Quest VI: Realms of Revelation (яп. ドラゴンクエストVI 幻の大地 дорагон куэсуто сиккусу мабороси но даити, «Миры откровения») — японская ролевая игра для приставки Super Famicom, разработанная студией Heartbeat и выпущенная компанией Enix (ныне Square Enix) в 1995 году, является шестой номерной частью серии Dragon Quest. В 2010 году была портирована на портативное устройство Nintendo DS, в Европе получив название Dragon Quest VI: Realms of Reverie. Это последняя часть основной линейки Dragon Quest, остававшаяся без официальной английской локализации — долгое время, вплоть до февраля 2010 существовал только незаконченный любительский перевод.
Созданием основы игры по-прежнему занимался тот же авторский состав, состоящий из геймдизайнера Юдзи Хории, художника Акиры Ториямы и композитора Коити Сугиямы.
Графика, по-сравнению с предыдущей игрой, заметно улучшилась, но геймплей практически не претерпел изменений — в его основе осталась всё та же пошаговая система ведения боя, когда персонажи выполняют команды строго по очереди. Среди существенных изменений в игровой механике — возвращение системы классов героев, впервые использованной ещё в Dragon Quest III.
Концепция сюжета традиционно выстроена на желании протагониста отправиться в путешествие, чтобы спасти мир. После выполнения нескольких квестов главный герой узнаёт, что помимо обычного реального мира существует также загадочный мир сновидений, куда люди отправляются во время сна. Кроме того, вскоре выясняется, что существует ещё некое великое зло в лице главного антагониста, стремящееся захватить оба мира и превратить их в кошмар. Безымянному персонажу, страдающему от амнезии, предстоит теперь вместе с новыми друзьями преодолеть множество опасностей и спасти оба параллельных измерения от катастрофического коварного заговора.

## Отзывы и продажи
| Сводный рейтинг | Сводный рейтинг |
| Агрегатор       | Оценка          |
| --------------- | --------------- |
| GameRankings    | 80,00 %         |

Несмотря на сравнительно высокую цену в 11 970 иен, с коммерческой точки зрения игра вышла очень успешной, оригинальная версия была распродана в количестве 3,2 млн копий и в Японии стала самой продаваемой игрой 1995 года.. Версию DS по состоянию на март 2010 года приобрели 1,2 млн японцев. В остальном мире, однако, Dragon Quest VI оказалась практически незамеченной, журнал Nintendo Power в своём 81-м выпуске опубликовал небольшую статью о ней, ожидая скорого релиза в США, но североамериканское издание в итоге так и не состоялось. В мае 2005 года журнал GamePro поставил её на седьмое место в списке десяти лучших японских игр, никогда не выходивших в Америке. По прошествии лет обозреватель сайта Gamasutra похвалил сюжет и назвал сценарий инновационным, а также похвалил нововведение в геймплее, добавляющее к инвентарю персонажей мешок, куда можно складывать все ненужные предметы. Структура сюжета во многом напоминает The Legend of Zelda: A Link to the Past, в этом плане критиками отмечается существенное влияние на будущие японские ролевые игры вроде Chrono Cross и Final Fantasy X.